# Madiba Le Musical
Pour les articles homonymes, voir Madiba.
Madiba le musical est un spectacle musical français en hommage à Nelson Mandela, écrit par Jean-Pierre Hadida (paroles-musiques et livret) et Alicia Sebrien (Livret), avec la participation d'Emmanuelle Sebrien et du rappeur Lunik Grio. 

## Genèse
C'est sous le nom d'Opéra Amandla que Jean-Pierre Hadida signe un premier showcase en juillet 2013 au Carrousel du Louvre, sous l'impulsion de la productrice Francine Disegni (Broadway Mad). Cet événement fut mis en espace par Pierre-Yves Duchesne avec Gwendal Marimoutou dans le rôle principal.
Ce n'est qu'en juin 2014, lors des Solidays que des extraits de ce spectacle sont repris sur la grande scène de la pelouse du Parc de Bagatelle sous le nom de Madiba, le musical, avec entre autres les artistes qui ont enregistré l'album : Jessie Fasano, Kevon, Lunik, Gwendal Marimoutou et Juliette Béhar. On note également la présence de Fabienne Thibeault sur la scène.
La version définitive du spectacle est créée au Comédia le 21 janvier 2016 pour 50 représentations, avant une tournée en France dans les casinos Partouche.

## Fiche technique
- Titre : Madiba, le musical
- Livret : Jean-Pierre Hadida, Alicia Sebrien
- Musique : Jean-Pierre Hadida
- Mise en scène : Pierre-Yves Duchesne
- Assistant metteur en scène : Claire Jomard
- Direction Musicale : Kevin Jubert
- Direction vocale: Stéphane Métro
- Chorégraphie : Johan Nus
- Assistant chorégraphe : Sabrina Giordano
- Production : Jean-Pierre Hadida, Francine Disegni, Serge Bonafous, Jean-Michel Lebigot, Robert Marty, LGP
- Costumes : Sabrina Gomis Vallée, Sipty Drame
- Coiffure / Maquillage : Christine Lemarchand et Tiphaine Gerbeaud
- Lumières : Sébastien Lanoue
- Dessins et animations : Jean-Pierre Hadida
- Conseiller artistique et chorégraphe Gumboots : Sam Tshabalala
- Date de première représentation : 21 janvier 2016 au Comédia

## Distribution duComédia(2016-2017)

### Chanteurs
- James Noah : Nelson Mandela
- Juliette Behar : Helena Van Leden
- Manu Vince : William Xulu
- Jean-Luc Guizonne : Sam Onotou
- Falone Tayoung : Sandy Xulu
- Roland Karl : Peter Van Leden
- Lunik grio' (Lun1k) : Le narrateur
- Harmony Dibongue-Levy ou Astou Malva Gaye : Winnie Mandela et ensemble
- Ndy Thomas : Ensemble
- Stéphanie Schlesser : Ensemble
- Anthony Fabien : Ensemble

### Danseurs
- Mickaël Gadéa : Ensemble et danse
- Nour Caillaud : Ensemble et danse
- Thomas Bimai : Ensemble et danse
- Konan Kouassi : Ensemble flûte et danse
- Mômô Bellance : Ensemble et danse
- Sabrina Giordano : Ensemble et danse
- Audjyan : Ensemble et danse

### Musiciens
- Piano : Kevin Jubert
- Percussions : Haykel Skouri
- Flûte : Konan Jean Kouassi

## Tournées
La version française a été jouée en dehors de l'Hexagone aux Antilles, à l'Opéra d'Alger et au Festival international de Carthage en Tunisie.

### La tournée 2018 et l'Olympia
Le spectacle envisage pour 2018, 18 nouvelles dates en province, dont 2 à l'Olympia les 21 et 22 avril 2018.
Une nouvelle distribution est annoncée avec Jean-Louis Garçon dans le rôle de Madiba et Gwendal Marimoutou dans celui de Will.

### Madiba,the musical: La version anglaise en Australie
Adaptée en anglais par l'auteur franco-américain Dylan Hadida, la comédie musicale s'installe en Australie et en Nouvelle-Zélande fin 2018-début 2019 pour une centaine de représentations.

## Autour du spectacle
- Mabiba, le titre du spectacle, fait référence au nom du clan Xhosa auquel Nelson Mandela est rattaché, et qui deviendra par la suite son surnom affectif pour les Sud-africains.